# Victor Verschueren
Victor Abel Verschueren (* 19. April 1893; † ?) war ein belgischer Wintersportler (Bobsport und Eishockey) und Olympiateilnehmer von 1924.
Gemeinsam mit Charles Mulder, René Mortiaux, Paul Van den Broeck und Henri Willems gewann Victor Verschueren im Bob Belgien I Bronze bei den I. Olympischen Winterspielen 1924 in Chamonix. Er nahm auch am olympischen Eishockeyturnier teil und schied dort mit der belgischen Mannschaft in der Vorrunde aus.